# Danh sách vua Macedonia
Đây là Danh sách các vị vua của vương quốc Macedonia (tiếng Hy Lạp: Μακεδόνες, Makedónes) thời Hy Lạp cổ đại.

## Thần thoại
- Makednos

## Các đời vua Macedonia

### Triều đại Argead
- Karanos Κάρανος 808–778 TCN
- Koinos Κοινός 778–750 TCN
- Tyrimmas Τυρίμμας
- Perdiccas I Περδίκκας Αʹ 700–678 TCN
- Argaeus I Ἀργαῖος Αʹ 678–640 TCN
- Philippos I Φίλιππος Αʹ 640–602 TCN
- Aeropus I Ἀέροπος Αʹ 602–576 TCN
- Alcetas I Ἀλκέτας Αʹ 576–547 TCN
- Amyntas I Ἀμύντας Αʹ 547–498 TCN
- Alexandros I Ἀλέξανδρος Αʹ 498–454 TCN
- Alcetas II Ἀλκέτας Βʹ 454–448 TCN
- Perdiccas II Περδίκκας Βʹ 448–413 TCN
- Archelaus Ἀρχέλαος Αʹ 413–399 TCN
- Crateros Κρατερός 399 TCN
- Orestes Ὀρέστης and Aeropos II Ἀέροπος Βʹ 399–396 TCN
- Archelaos II Ἀρχέλαος Βʹ 396–393 TCN
- Amyntas II Ἀμύντας Βʹ 393 TCN
- Pausanias Παυσανίας 393 TCN
- Amyntas III Ἀμύντας Γʹ 393 TCN
- Argaeos II Ἀργαῖος Βʹ 393–392 TCN
- Amyntas III Ἀμύντας Γʹ 392–370 TCN
- Alexandros II Ἀλέξανδρος Βʹ 370–368 TCN
- Perdiccas III Περδίκκας Γʹ 368–359 TCN
  - Ptolemaios của Aloros Πτολεμαῖος Αʹ, Nhiếp chính của Macedonia 368–365 TCN
- Amyntas IV Ἀμύντας Δʹ 359–356 TCN
- Philip II Φίλιππος Βʹ 359–336 TCN
- Alexandros III Ἀλέξανδρος ὁ Μέγας 336–323 TCN 
  - Antipater Ἀντίπατρος, Nhiếp chính của Macedonia 334–323 TCN
- Philippos III Arrhidaeus Φίλιππος Γʹ 323–317 TCN và Alexandros IV Ἀλέξανδρος Δʹ 323–310 TCN 
  - Perdiccas Περδίκκας, Nhiếp chính của Đế quốc Macedonia 323–321 TCN
  - Antipater Ἀντίπατρος, Nhiếp chính của Đế quốc Macedonia 321–319 TCN
  - Polyperchon Πολυπέρχων, Nhiếp chính của Đế quốc Macedonia 319–317 TCN
  - Cassander Κάσανδρος, Nhiếp chính của Macedonia 317–305 TCN

### Triều đại Antipatrid
- Cassander Κάσανδρος 305–297 TCN
- Philip IV Φίλιππος Δʹ 297 TCN
- Alexandros V Αλέξανδρος Ε' and Antipater II Αντίπατρος Β' 297–294 TCN

### Triều đại Antigonid
- Demetrios I Poliorcetes Δημήτριος ο Πολιορκητής 306–286 TCN

### Các vua không triều đại
- Lysimachos Λυσίμαχος 286–281 TCN và Pyrros của Ipiros Πύρρος της Ηπείρου 286–285 TCN
- Ptolemaios Keraunos Πτολεμαίος Κεραυνός 281–279 TCN
- Meleager Μελέαγρος 279 TCN

### Triều đại Antipatrid
- Antipater Etesias Ἀντίπατρος Ετησίας 279 TCN
- Sosthenes Σωσθένης 279–276 TCN

### Triều đại Antigonid
- Antigonos II Gonatas Αντίγονος Β' Γονατάς 276–274 TCN

### Các vua không triều đại
- Pyrros của Ipiros Πύρρος της Ηπείρου 274–272 TCN

### Triều đại Antigonid
- Antigonos II Gonatas Αντίγονος Β' Γονατάς 272–239 TCN
- Demetrius II Aetolicus Δημήτριος Β' Αιτωλικός 239–229 TCN
- Antigonus III Doson Αντίγονος Γ' 229–221 TCN
- Philippos V Φίλιππος Ε' 221–179 TCN
- Perseus Περσέας 179–167 TCN

Sau thất bại của Perseus trong trận Pydna vào năm 167 TCN, Macedonia bị chia thành bốn nước cộng hòa dưới sự thống trị của La Mã. Năm 150 TCN, một người đàn ông tên là Andriskos tuyên bố mình là con trai của Perseus, và tự xưng là vua Macedonia với vương hiệu  'Philippos VI' . Điều này dẫn đến cuộc Chiến tranh Macedonia thứ tư khiến Andriscus bị người La Mã đánh bại và Macedonia được sáp nhập thành một tỉnh La Mã vào năm 148 TCN.